# Helfenberg (Wolfhagen)
Der Helfenberg ist eine 366,2 m ü. NHN hohe, langgestreckte Basaltkuppe bei Wolfhagen im Landkreis Kassel in Nordhessen (Deutschland). Auf dem unbewaldeten, nur von vereinzelten Baum- und Buschgruppen an den Hängen bewachsenen Berg befinden sich die Reste der im 13. Jahrhundert erbauten und noch im gleichen Jahrhundert zerstörten Burg Helfenberg.

## Geographie und Naturraum
Der Berg erstreckt sich im Nordwestteil des Naturparks Habichtswald rund 2,5 km östlich der Kernstadt von Wolfhagen in Nord-Süd-Richtung zwischen den beiden östlichen Wolfhager Stadtteilen Philippinenburg im Südsüdosten und Philippinenthal im Nordosten; ein langer Sattel trennt den Nordgipfel von dem etwa 2 m weniger hohen Südgipfel. Nach Norden fällt das Gelände über das Tal des kleinen Lohbachs zur Erpe ab.

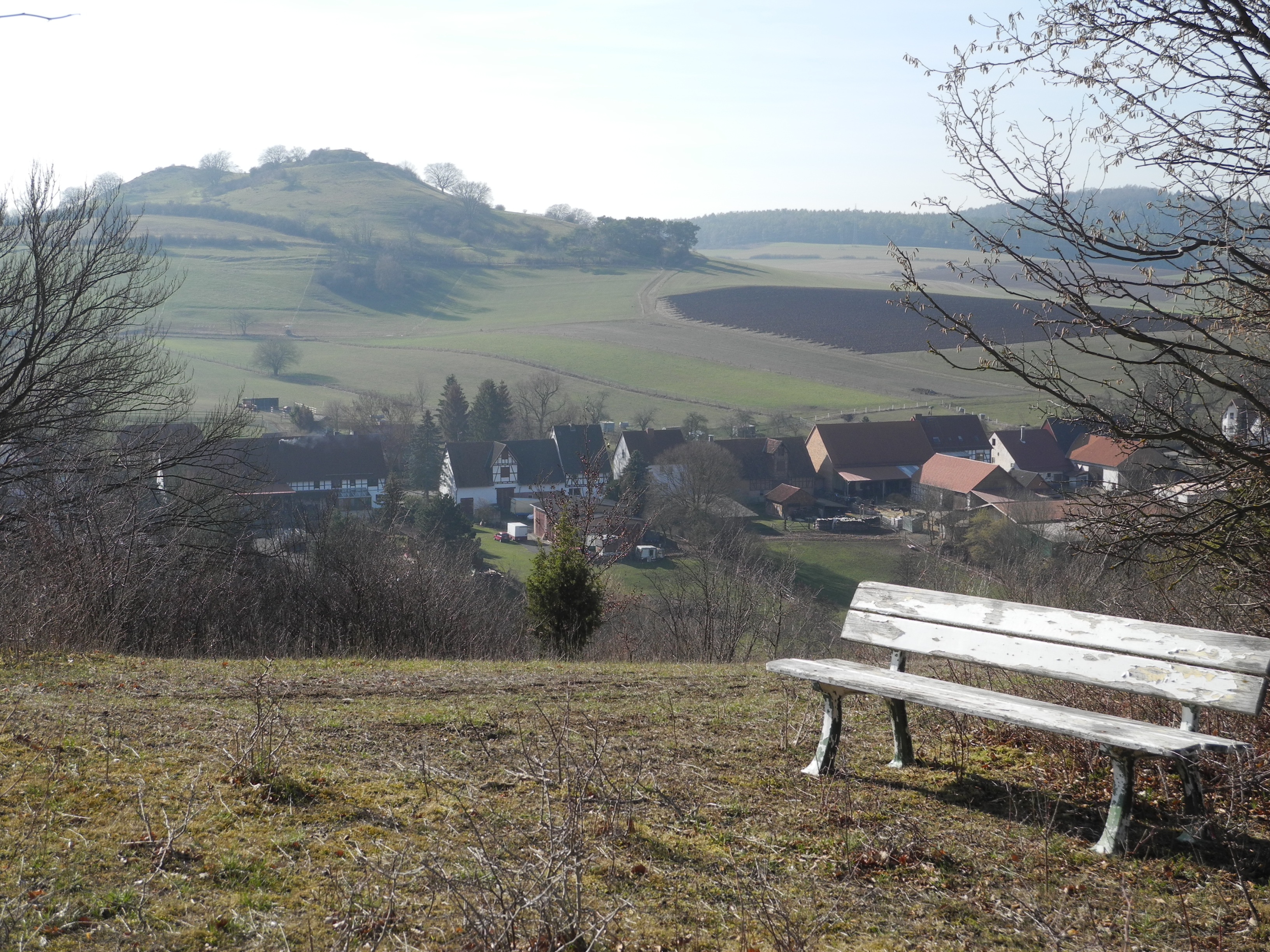
Blick vom Festberg auf Philippinenthal und den Helfenberg (links)

Der Berg schließt sich nordnordwestlich als Ausläufer an den Isthaberg (523,1 m) an und bildet das nordwestliche Ende des Naturraums 341.35 „Isthaberg“. Dieser ist Teil des Wolfhager Hügellands (341.3) in der Haupteinheit Ostwaldecker Randsenken (341) der naturräumlichen Haupteinheitengruppe Westhessisches Bergland (Nr. 34). Im Westen, Norden und Osten ist der Helfenberg vom Naturraum „Altenhasunger Graben“ (341.33) umgeben.
Die Berg- bzw. Hügelgruppe von Ofenberg, Festberg, Helfenberg und Isthaberg wird örtlich auch als „Wolfhager Schweiz“ bezeichnet.

## Burgruine Helfenberg
Von der einstigen Burg Helfenberg sind nur noch Wälle und Gräben vorhanden. Zur Burganlage sind kaum verlässliche Angaben überliefert. Laut Landau befand sich die Burg auf der nördlichen Spitze des Bergrückens, war von einem tiefen Graben umschlossen und zusätzlich durch einen weiteren, den Bergrücken in der Mitte durchschneidenden Graben gesichert. Der langgestreckte Burgstall auf dem zweikuppigen Berg deutet auf die einstige Existenz einer nördlichen Hauptburg und einer oder zwei Vorburgen hin.